# József Várszegi
József Várszegi [ˈjoːʒɛf ˈvaːrsɛɡi] (* 7. September 1910 in Győr; † 12. Juni 1977 in Budapest) war ein ungarischer Speerwerfer, der zwischen den frühen 1930er- und 1950er-Jahren rund zwanzig Jahre lang international aktiv war. Er gewann zwei Bronzemedaillen.
Seinen ersten Auftritt hatte Várszegi im Jahr 1933 bei den Weltspielen der Studenten in Turin, wo er mit einer Weite von 64,85 m die Goldmedaille gewann. 1937 in Paris war er mit 67,18 m dem Esten Friedrich Issak, dem ausgezeichnete 70,25 m gelangen, zwar deutlich unterlegen, besiegte jedoch den Deutschen Eduard Bartels (65,45 m). 1939 in Wien konnte er mit einem Wurf über 67,37 m nicht nur Issak, der mit 66,79 m nur Dritter wurde, sondern auch dem Deutschen Karl-Heinz Berg (67,29 m) bezwingen. Nach dem Krieg, im Jahr 1947 in Paris, war er mit 66,45 m ein drittes Mal erfolgreich.
Bei den ersten Europameisterschaften 1934 in Turin belegte er mit 65,81 m Platz fünf. Bei den Olympischen Spielen 1936 in Berlin erzielte er mit einem Wurf von mehr als 69 m die beste Weite er Qualifikation, kam jedoch im Finale nicht über 65,30 m hinaus, die Platz acht bedeuteten. Seine Qualifikationsleistung hätte ihm jedoch auch keine Medaille eingetragen, da alle drei Medaillengewinner über 70 m weit warfen. 
Dies tat Várszegi zwei Jahre später bei den Europameisterschaften 1938 in Paris. Mit seiner persönlichen Bestleistung von 72,78 m, die ihm im letzten Versuch gelang, war er nur den beiden Finnen Matti Järvinen (Gold mit 76,87 m) und Yrjö Nikkanen (Silber mit 75,00 m) unterlegen, und gewann die Bronzemedaille. 
Nach dem Krieg trat Várszegi noch zweimal international auf. Den Europameisterschaften 1946 in Oslo blieb er zwar fern, beteiligte sich jedoch zwei Jahre später an den Olympischen Spielen 1948 in London. Dort hatte der knapp 38-jährige das Glück auf seiner Seite. Zunächst profitierte er davon, dass wie schon zuvor in Oslo kein Werfer in der Lage war, über 70 m zu werfen. Zum anderen gelang ihm gleich im ersten Versuch ein Wurf von 67,03 m, den man als Glückswurf bezeichnen konnte, da sein zweitbester Versuch nur etwas über 60 m weit war. Er bescherte ihm seine zweite Bronzemedaille hinter dem Finnen Tapio Rautavaara (Gold mit 69,77 m) und dem US-Amerikaner Steve Seymour (Silber mit 67,56 m). Der Finne Pauli Vesterinen, der drei Würfe jenseits der 65-m-Marke landete, ging leer aus. 
Den Schlusspunkt hinter seine lange Karriere setzte Várszegi bei den Olympischen Spielen 1952 in Helsinki, wo er mit 56,82 m unter 26 Teilnehmern auf Platz 23 kam. 
Über Várszegis Ergebnisse bei ungarischen Landesmeisterschaften ist nichts überliefert. 